# Stazione di Buonfornello
La stazione di Buonfornello era una stazione ferroviaria della linea Palermo-Messina sita nel comune di Termini Imerese. Venne dismessa e abbandonata in concomitanza con l'attivazione nel 2008 della nuova tratta a doppio binario in variante tra Fiumetorto e Cefalù.

## Storia

### Apertura della linea tirrenica siciliana
La storia della stazione di Buonfornello è legata al travagliato avanzare dei lavori della linea Palermo - Messina. La linea fu aperta a tratti in diversi anni. Il primo tratto della linea, costruito dalla Società Vittorio Emanuele, fu aperto il 28 aprile 1863 unendo Palermo  a Bagheria, nel 1864 la linea giunse a Trabia, nel 1866 a Termini Imerese, nel 1869 alla vicina Fiumetorto. Fino a Fiume torto la linea condivide il tracciato con la Palermo–Agrigento e la Palermo-Catania. Dopo la diramazione di Fiumetorto la stazione di Buonfornello era la prima stazione (arrivando da Palermo) ad uso esclusivo della Palermo – Messina. Solo il 20 aprile 1887 furono aperti i 23,72 km di linea fino a Cefalù ad opera della Società per le strade ferrate della Sicilia.

### Dismissione della stazione
Fino ad ottobre 2001 era una stazione presenziata da dirigente movimento e veniva utilizzato per la manovra degli scambi e dei segnali l'impianto ACE. Successivamente la stazione fu disabilitata e presenziata da agente di guardia per la circolazione dei treni esclusivamente in corretto tracciato (primo binario) e iniziarono i lavori per la trasformazione in Posto di Blocco Intermedio, per il distanziamento dei treni e la chiusura dei PL, che terminarono a Dicembre dello stesso anno. A Gennaio 2002 con l'applicazione delle lettere D e A  luminose la stazione venne disabilitata e impresenziata. Fino alla fine dell'anno si fermavano la maggior parte dei treni regionali della linea Palermo Centrale - Sant'Agata Militello - Messina Centrale tra cui si ricorda il Regionale 12811 ( oggi 12753 ) e il Regionale 12796 (oggi 3840). Con il nuovo orario 2003 la stazione non effettuò più nessun servizio viaggiatori se non su richiesta e per treni appositamente organizzati per agevolare le visite all'area archeologia di Himera.
La stazione venne soppressa il 16 marzo 2008.
Rete Ferroviaria Italiana aveva previsto in un primo momento la realizzazione di una nuova fermata chiamata Himera sul nuovo tracciato poche centinaia di metri a nord della vecchia stazione. La nuova fermata sarebbe stata fuori dall'area archeologica ma al suo diretto servizio. L'idea è stata successivamente abbandonata quando nel 2011 il nuovo tracciato è stato aperto al traffico.

## Strutture e impianti
La stazione consisteva di un fabbricato su due livelli a tre luci. La stazione agiva da fermata ed era attraversata da un unico binario con banchina non coperta. Due passaggi a livello precedevano e seguivano la stazione. Il sito della stazione era a pochi metri dagli scavi delle rovine di Himera ed insisteva insieme al sedime ferroviario sull'area degli scavi. Per questo motivo la stazione veniva usata da treni speciali organizzati per la visita agli scavi.
L'impianto ha sempre funzionato come fermata, perdendo via via negli anni la sua importanza. Essendo la terza stazione del comune di Termini Imerese, la fermata avveniva su richiesta o per treni appositamente organizzati per agevolare le visite all'area archeologia di Himera.